# Северная армия (Пиренейские войны)
Се́верная а́рмия (А́рмия Се́вера; фр. Armée du Nord) — французская армия, действовавшая во время Пиренейских войн с 1809 по 1813 год.

## Создание и изменения
Была создана, чтобы обезопасить север Испании и дороги, ведущие к нему. В основном состояла из гвардейских подразделений и занималась гарнизонной службой и защитой городов. Участвовала в битвах при Фуэнтес-де-Оноро и Витории.

## Командующие
- маршал Жан-Батист Бессьер (15 января — 8 июля 1811)
- дивизионный генерал Жан-Мари Дорсенн (8 июля 1811 — 5 мая 1812)
- дивизионный генерал Огюст де Каффарелли (5 мая 1812 — 14 января 1813)
- дивизионный генерал Бертран Клозель (14 января — 6 июля 1813)

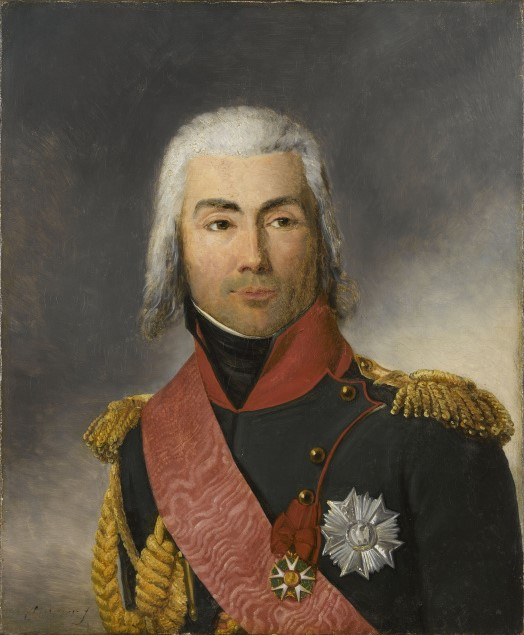
Жан-Батист Бессьер
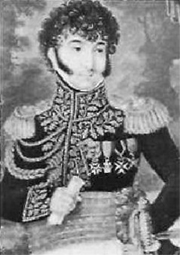
Жан-Мари Дорсенн